# Lacs de la Moulta
Les lacs de la Moulta (en russe : Мультинские озёра, Moultinskié oziora) forment un système de lacs naturels dans les montagnes de l'Altaï, situés dans le raïon d'Oust-Koksa, en république de l'Altaï, en Sibérie méridionale. Il comprend une dizaine de lacs principaux, dont les plus grands et les plus célèbres sont les lacs Supérieur de la Moulta, Médian de la Moulta, Inférieur de la Moulta, Popertchnoïe et Kripkoïe. Tous sont des lacs glaciaires de haute montagne. Le nom du système lacustre vient de la rivière Moulta, dans la vallée de laquelle ils se trouvent.
Les lacs de la Moulta sont connus pour leurs paysages pittoresques, ont une grande valeur de conservation de la nature et sont des sites populaires de tourisme écologique et récréatif. Le 26 septembre 1978 (confirmé en 1996), deux d'entre eux ont reçu le statut de monument naturel complexe, que l'on appelle aussi « Lacs de la Moulta ». Ainsi, sous ce terme peut être compris soit l'ensemble du système des lacs, soit seulement les deux lacs protégés (Médian et Inférieur). Le reste des lacs est inclus dans la réserve naturelle de Katoun, une zapovednik d'importance fédérale qui englobe toute la Haute-Katoun.

## Géographie

### Situation
Sur le plan administratif, l'ensemble du système des lacs de la Moulta se trouve dans le sud-est du raïon d'Oust-Koksa de la république de l'Altaï. Les réservoirs sont situés à environ 40 km au sud-est du centre administratif du raïon, Oust-Koksa, ainsi qu'à moins d'une dizaine de kilomètres au sud de la localité la plus proche, Maralnik-1. La seconde localité la plus proche est Moulta, à une vingtaine de kilomètres au nord. Les lacs Supérieur et Popertchnoïe, ainsi qu'un certains nombres de petits lacs, se trouvent dans l'aire de la réserve naturelle de Katoun, tandis que le Médian et l'Inférieur sont des monuments naturels distincts. Tout comme les autres endroits de cette réserve, on ne peut accéder aux lacs qu'à partir d'un chemin pour piétons et chevaux, depuis le village de Maralnik-1.
D'un point de vue physique et géographique, les lacs de la Moulta sont situés au sud de la Sibérie occidentale, dans la partie centrale des montagnes de l'Altaï, là où se concentrent les plus hauts sommets. Le système se situe dans la partie ouest du versant nord des monts Katoun, dans la partie nord de la vallée de la rivière Moulta, appartenant au bassin de la Katoun, et ainsi à celui de l'Ob. Le relief de ce massif est dominé par des crêtes qui culminent souvent à plus de 3 000 mètres, et des fragments d'anciennes pénéplaines.

### Caractéristiques
Les lacs sont situés à des altitudes comprises principalement entre 1 600 et 1 950 m. Le plus haut est le Kripkoïe, à 1 933 mètres, suivi du Popertchnoïe à 1 885 mètres et du Supérieur de la Moulta à 1 860 mètres. Ces deux derniers sont parallèles et situés à près de trois kilomètres de distance. Plus bas se trouvent le Médian de la Moulta, à 1 740 mètres, ainsi que le lac Inférieur de la Moulta à 1 627 mètres. Les lacs Médian et Inférieur forment une cascade, reliés par un drain commun, tandis que le lac Supérieur est plus haut dans la vallée, à six kilomètres plus au sud. Il y a par ailleurs le lac Kouïgouk, apparenté au système, dont l'émissaire du même nom se jette dans la Moulta entre le Supérieur et le Médian, mais qui possède sa propre vallée. Son altitude est de 2 029 mètres. Il y aurait en tout une quarantaine de lacs, de plus ou moins grande taille, dans la zone.

Lacs d'altitude :
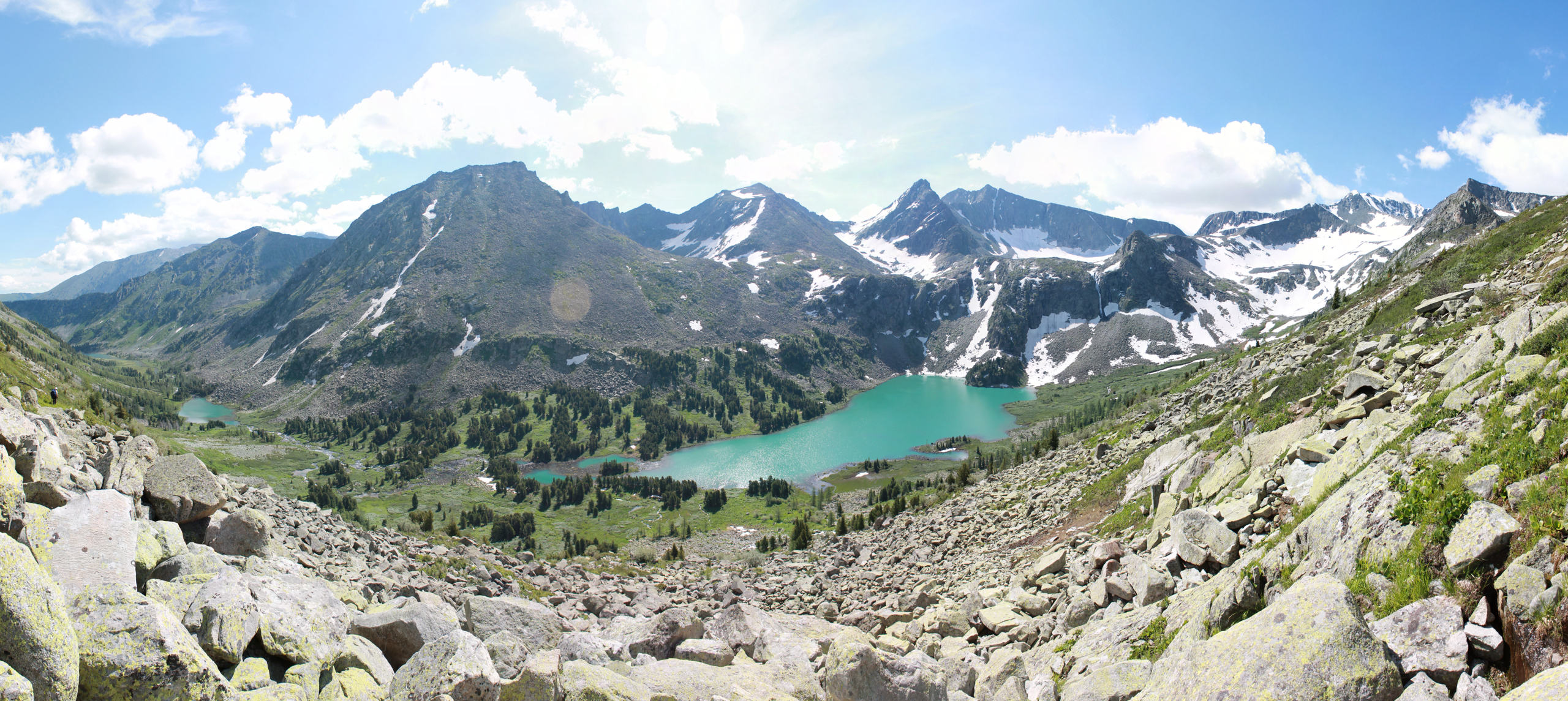
Lac Krepkoïe.
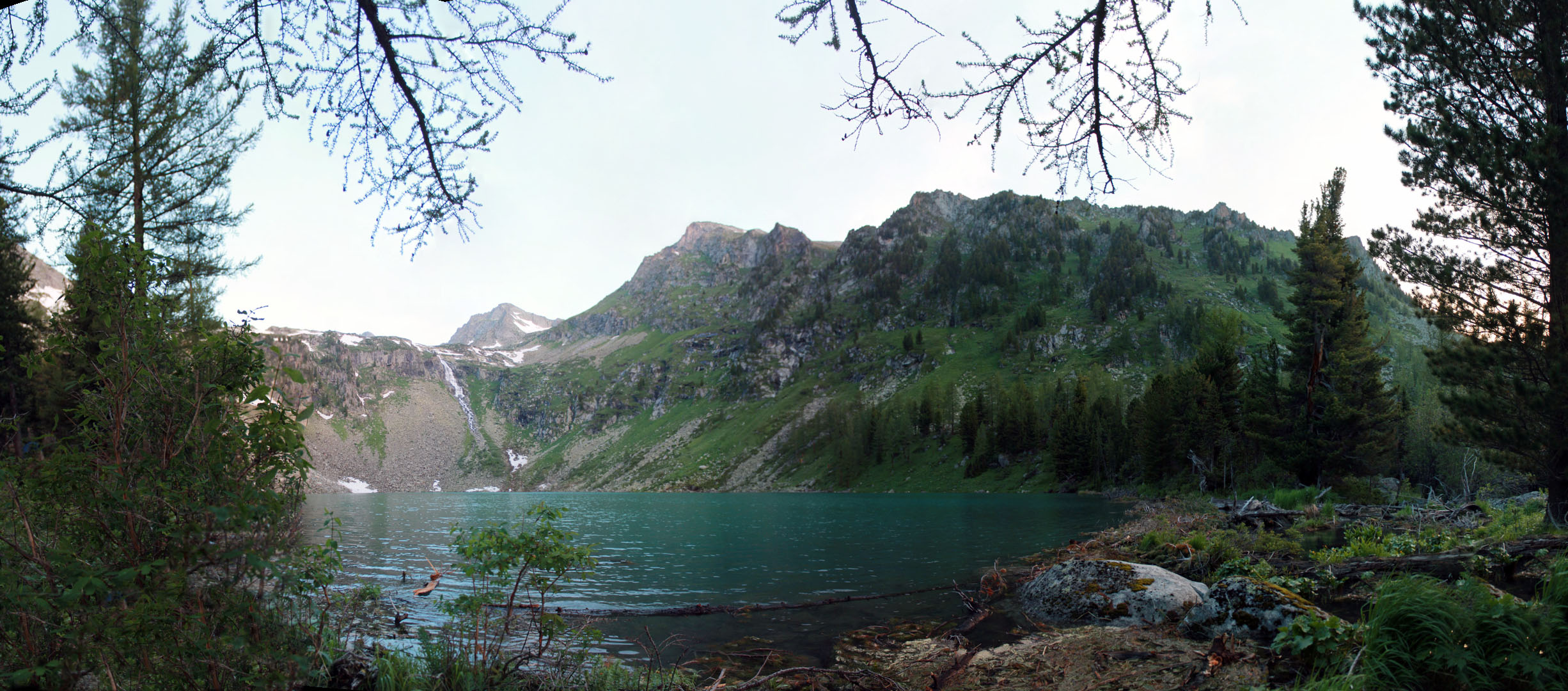
Lac Detskoïe.

Le lac inférieur de la Moulta a une superficie de 155,7 hectares, et un volume de 23,8 millions de m3. Son littoral est long de 6 570 m, et ses dimensions sont de 2 370 × 900 m. Il a une profondeur moyenne de 8 m, une eau verdâtre, et les rives occidentales et orientales du lac sont rocheuses. Pour le Médian, sa superficie est de 105,9 hectares, et son volume est de 8,74 millions de m3. Sa profondeur moyenne est de 21,5 m, ses dimensions sont de 1 990 × 750 m, et son littoral est long de 5 370 m. La superficie de l'aire protégée qu'est le monument naturel « Lacs de la Moulta » (Inférieur et Médian) est de 301,7 hectares, avec de plus 20 hectares pour la bande côtière large de 50 mètres autour des deux lacs.

La caractéristique principale des lacs les plus importants consiste en leurs formes allongées, tous en direction du nord. Quant aux plus petits lacs, ils sont pour la plupart circulaires. La longueur des cinq plus grands varie de 900 à 2 300 mètres, avec une largeur de 300 à 700 mètres. La profondeur est très variable, de seulement 8 mètres dans le lac Médian de la Moulta à 47,7 mètres pour le lac Supérieur de la Moulta. Les caractéristiques des lacs sont dues au terrain et surtout à leurs origines géologiques. 

Lacs principaux :
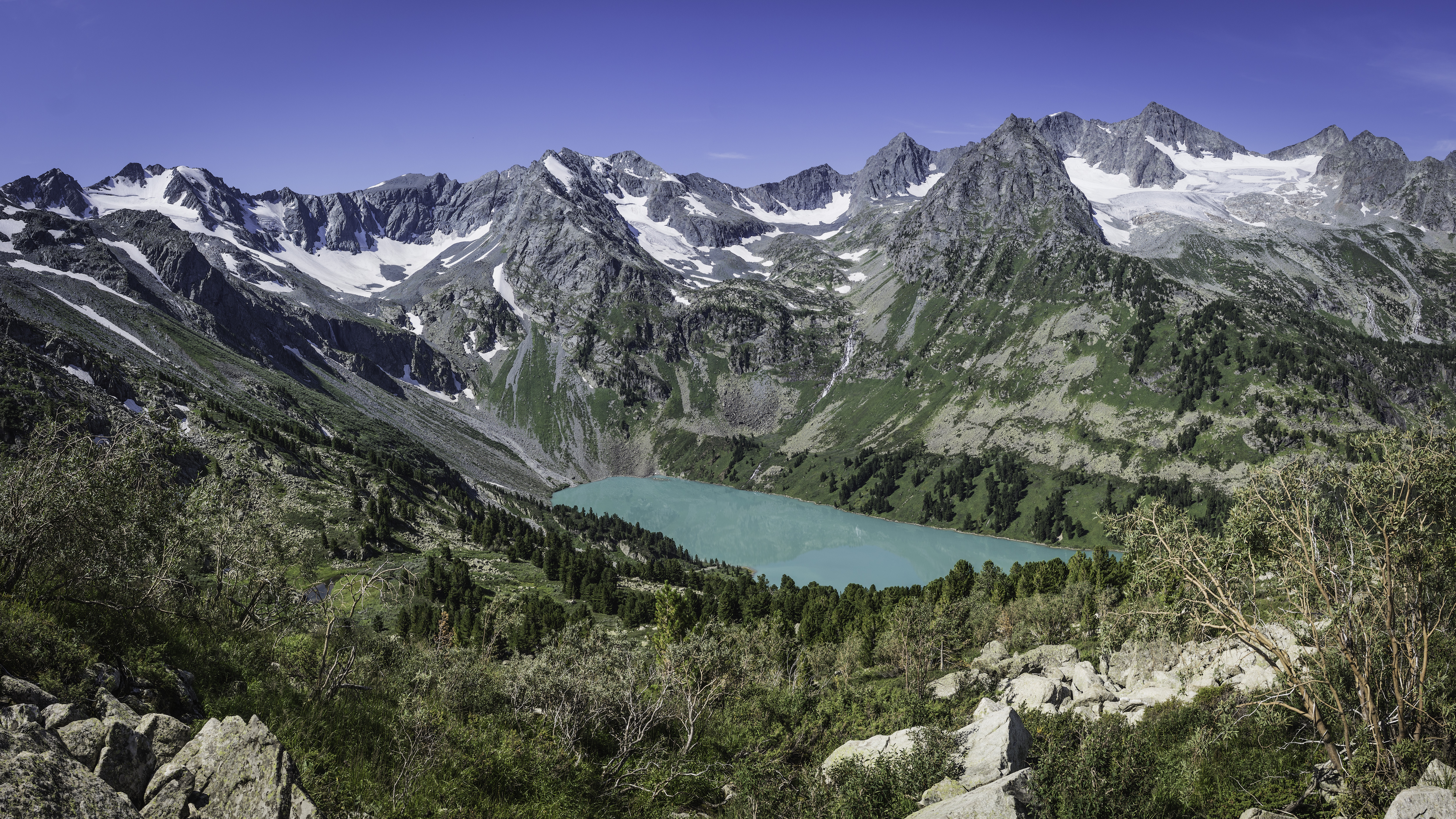
Lac Supérieur.
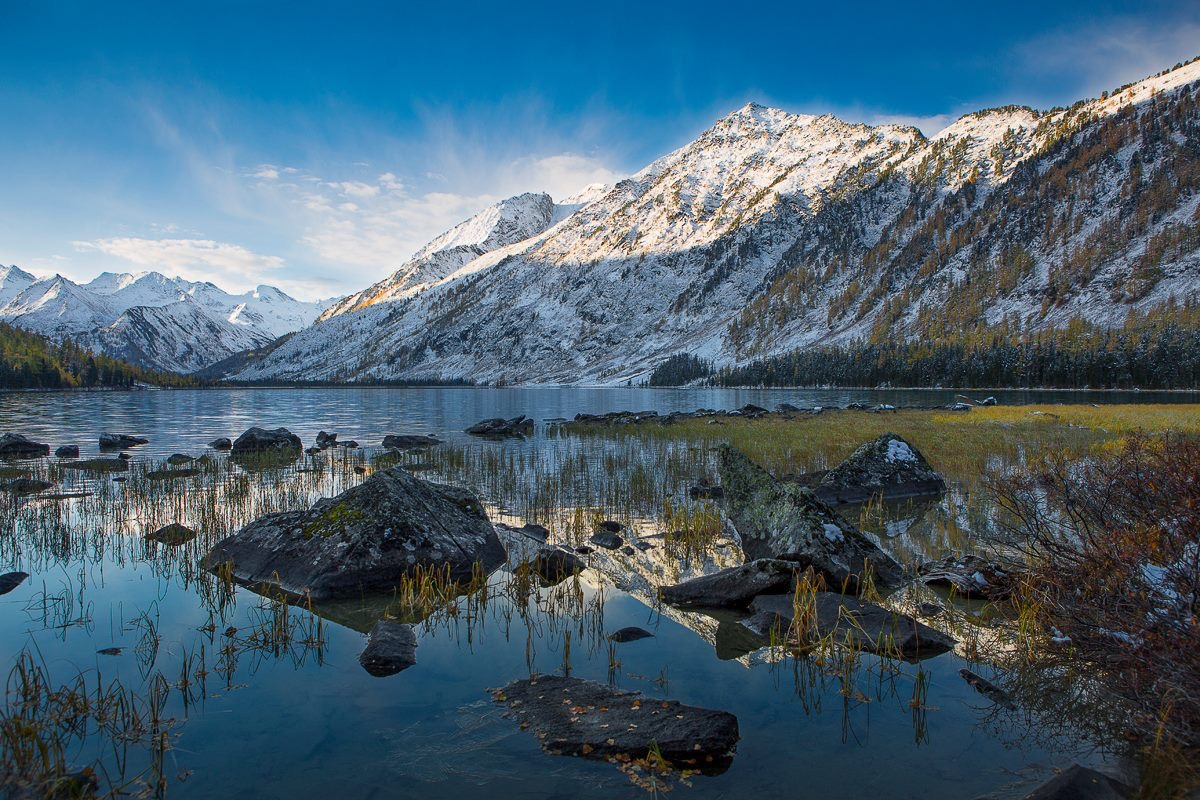
Lac Médian.
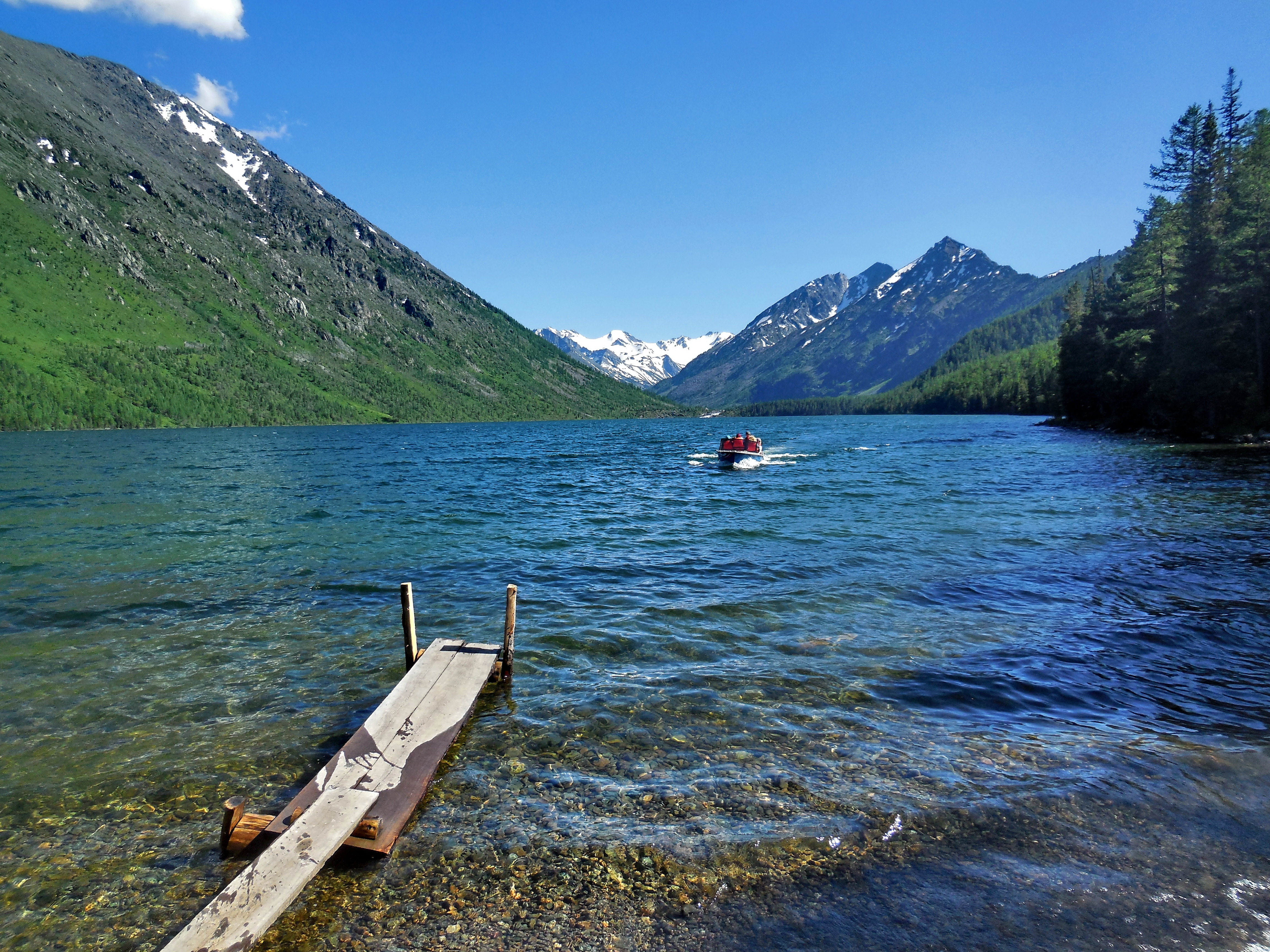
Lac Inférieur de la Moulta.

### Climat
Au niveau des lacs de la Moulta, le climat est fortement continental. Les températures moyennes de janvier dans cette partie de l'Altaï atteignent les −18 à −20 °C, tandis que les températures estivales dépendent de l'altitude de chaque réservoir, mais ne dépassent généralement pas les +11 à 12  °C. Dans cette région , l'hiver est long et neigeux, et l'été est court, frais et pluvieux. La quantité annuelle moyenne de précipitations est de 600 mm, la plupart d'entre elles se produisant en été. La hauteur de l'enneigement en hiver varie de 50 à 150 cm.

Le climat est souvent instable. Les sommets des montagnes sont souvent cachés derrière les nuages. En hiver, les hautes terres se caractérisent par des couches d'inversion qui se manifestant par des brouillards. En été, le temps change aussi rapidement et est souvent maussade.

Conditions climatiques :
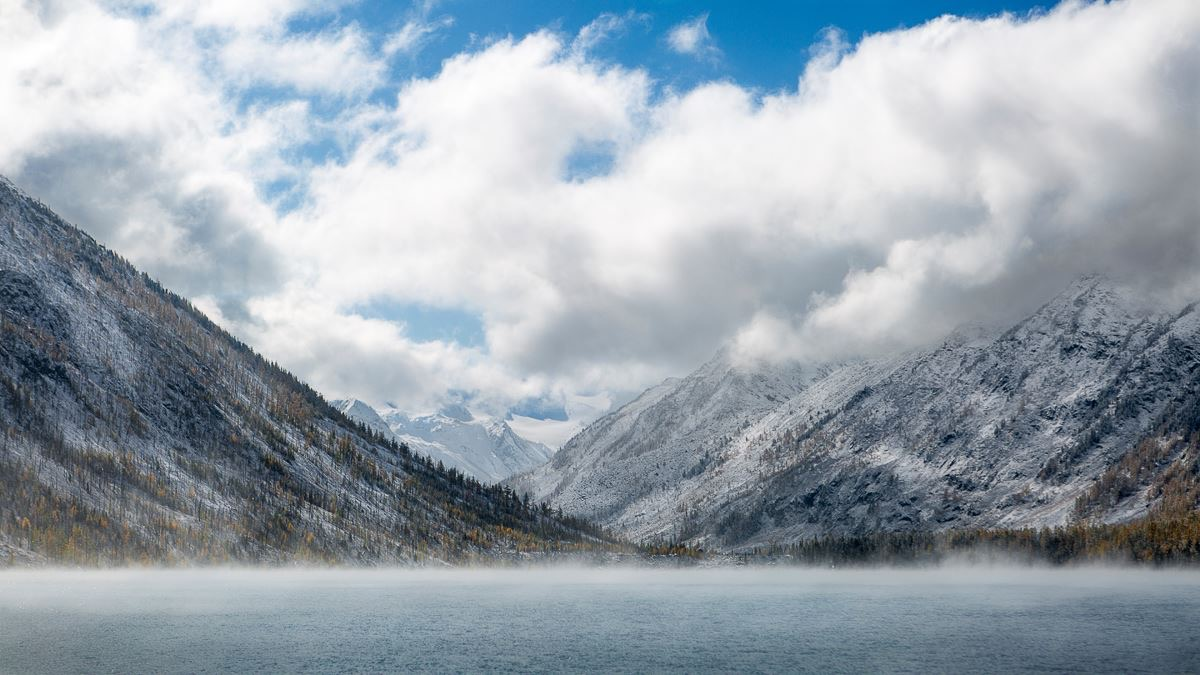
Brouillard d'automne sur le lac Inférieur.
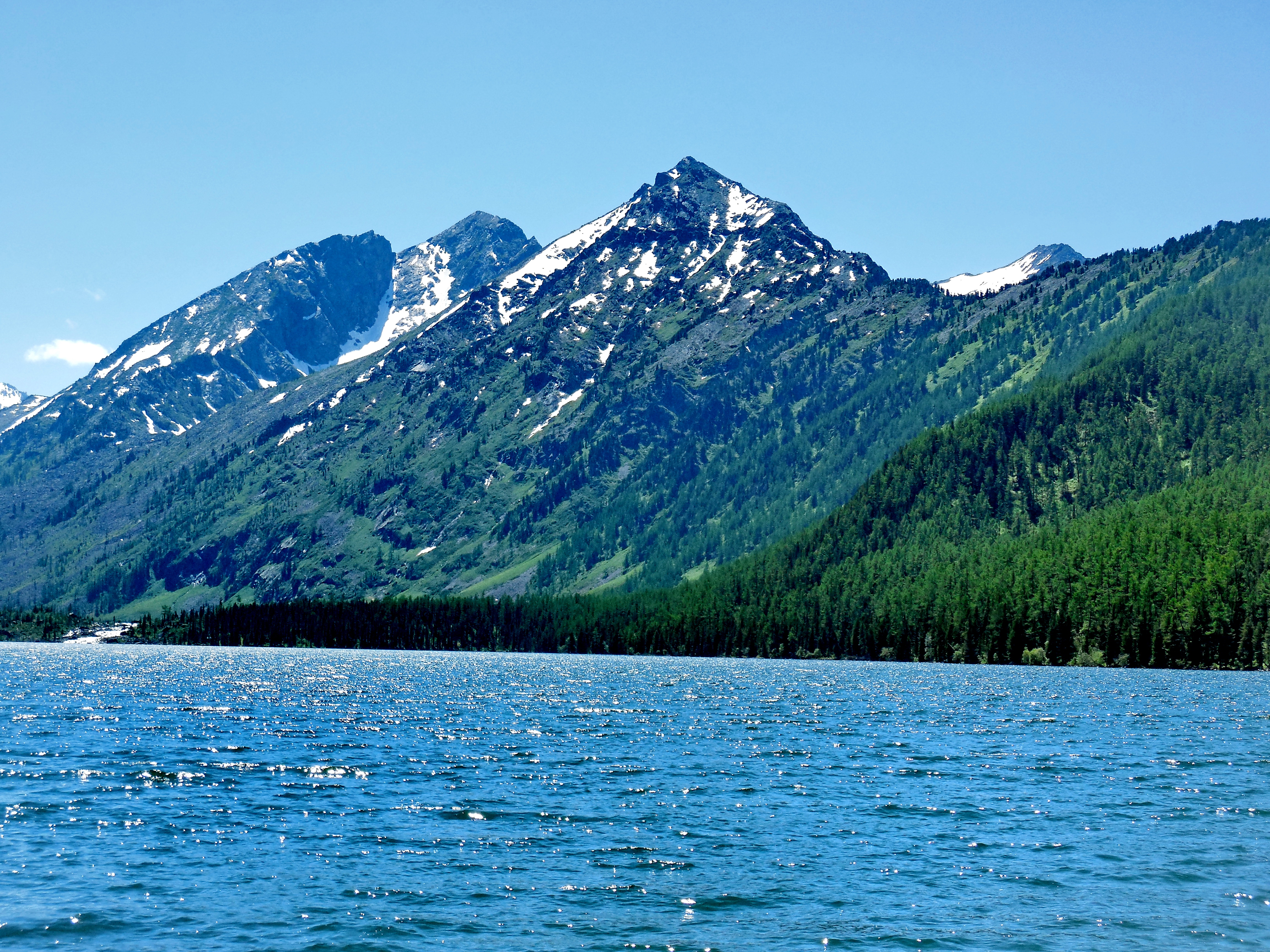
Été ensoleillé.
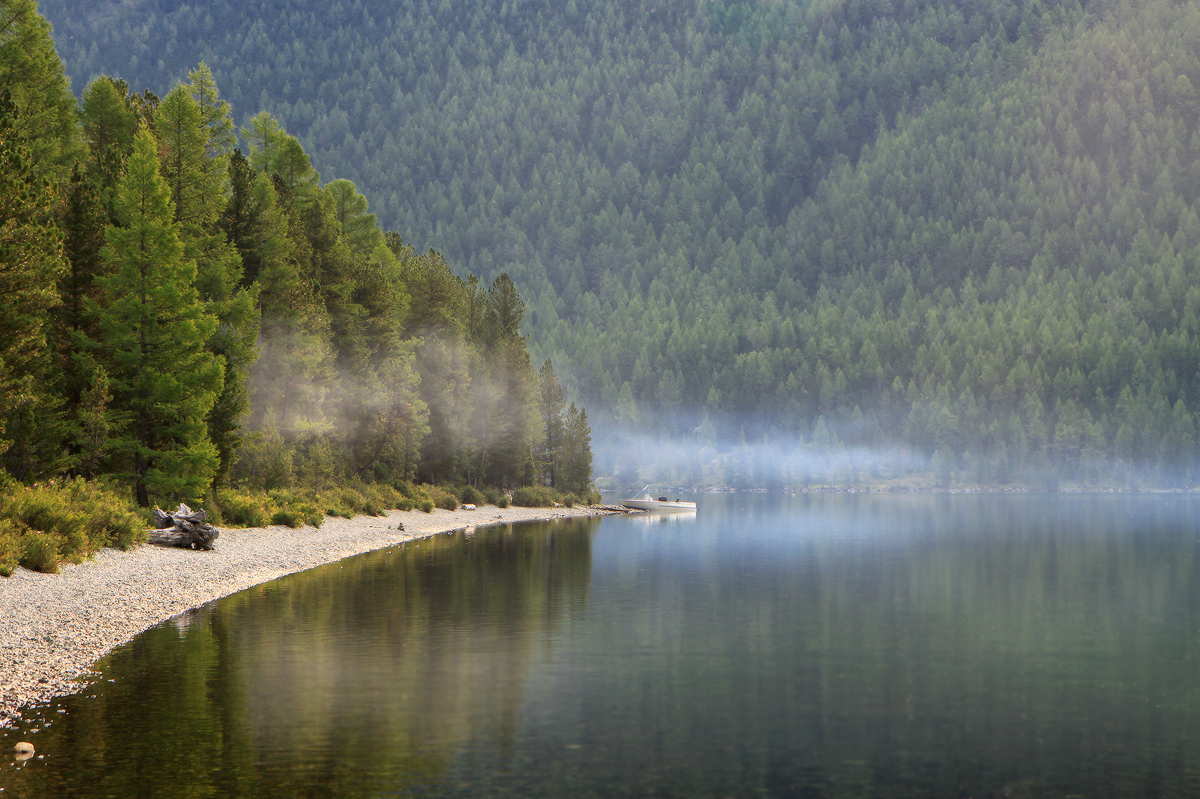
Légère brume en été.

## Géologie et hydrologie

### Géologie du système

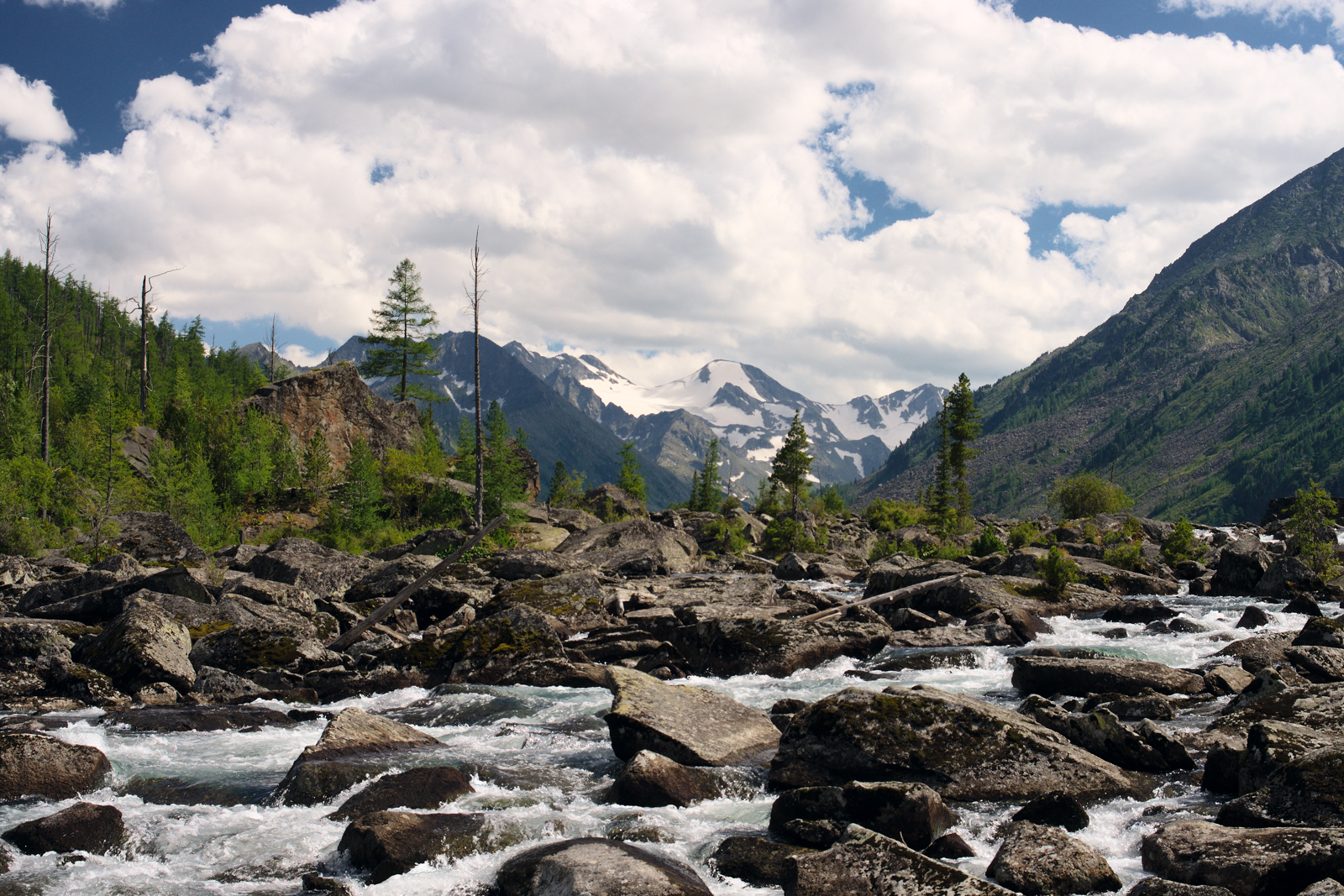
Les rapides de Chouma, causés par le dépôt de moraines, permettent à l'eau de s'écouler depuis le Médian vers l'Inférieur.

Tous les lacs de la Moulta sont d'origine glaciaire. En règle générale, ils sont apparus à la suite de l'effet de relief des masses de glace qui, descendant les pentes, ont creusé sur leur chemin soit des vallées glaciaires oblongues, soit des cirques naturels. Les bassins fermés sont le plus souvent situés près des sommets mêmes, c'est pourquoi le plus petit des lacs de la Moulta y est apparu. Les creux se situent un peu plus bas, formant des vallées intermontagneuses. Ces bassins oblongs, remplis d'eau, ont donné naissance au plus grand des lacs de la Moulta. Dans certains cas, l'accumulation de matériaux détritiques apportés par les glaciers s'est ajoutée au processus géologique spécifique, la moraine ,,.
En particulier, les lacs Médian et Inférieur de la Moulta ont une origine de barrage morainique. Entre eux, il y a un amas de moraine constitué de gros fragments de roches, dont la largeur ne dépasse pas 100 à 150 m,. Son matériau est, d'une part, devenu la base des rapides de Chouma formés ici, et d'autre part, il remplit une fonction de filtrage et affecte ainsi l'hydrochimie du lac Inférieur de la Moulta.

### Alimentation du système lacustre
Le système lacustre est alimenté par de petites rivières, chacune longue de plusieurs kilomètres, ainsi que par de nombreux ruisseaux de montagne qui descendent des crêtes. Dans de nombreux endroits, ces cours d'eau forment des chutes d'eau pittoresques. Une rivière draine tout le système, la Moulta. Sa source se trouve dans le lac Supérieur et la rivière traverse les lacs Médian et Inférieur. L'affluent droit de cette artère d'eau est la Poperetchnaïa, qui puise l'eau du lac Poperetchnoïe. Les plus petits des réservoirs de la ceinture alpine sont sans vidange, mais en cas de débordement saisonnier, une partie de l'eau est rejetée dans les lacs inférieurs par des cours d'eau temporaires.

### Caractéristiques des eaux
Les caractéristiques des eaux des différents lacs de la Moulta sont similaires. Comme leur alimentation est principalement glaciaire, et dans une moindre mesure neigeuse, ces réservoirs ont une température basse toute l'année, y compris aux altitudes élevées, car dans les hautes terres, l'eau n'a tout simplement pas le temps de se réchauffer pendant l'été court et frais. Dans le même temps, il existe certaines différences dans le régime de température des lacs. En raison de leur plus grande taille, les lacs Inférieur, Médian et Supérieur de la Moulta se réchauffent jusqu'à +8 à +12 °C, et les petites masses d'eau de la zone alpine sont encore plus froides. Cette différence affecte le peuplement des lacs.
Les lacs de la Moulta se caractérisent par une eau de haute qualité (saturation en oxygène et pureté chimique, légère minéralisation) combinée à une couleur vive attrayante qui, dans différents réservoirs, peut être bleu ciel, turquoise foncé ou bleu verdâtre. Dans le même temps, la plupart des réservoirs du système ont une eau quelque peu trouble, ce qui est dû à l'élimination du diluvium des montagnes, qui s'accumule dans l'eau du lac sous forme de suspension dans l'eau. Une exception concerne le lac Inférieur de la Moulta, dont la transparence s'explique par le fait que l'eau y pénètre par un mur de moraine, qui filtre partiellement les impuretés. L'eau des lacs est douce, sa dureté est de 0,68 à 0,97 mg par équivalent dm3 ; la demande biochimique en oxygène (DBO) est, selon une source, de 0,5 à 1,17 mg de dioxygène par dm3, et selon une autre, 0,39 à 0,93 mg de dioxygène par dm3, c'est-à-dire que les lacs sont écologiquement propres.

## Environnement

### Flore

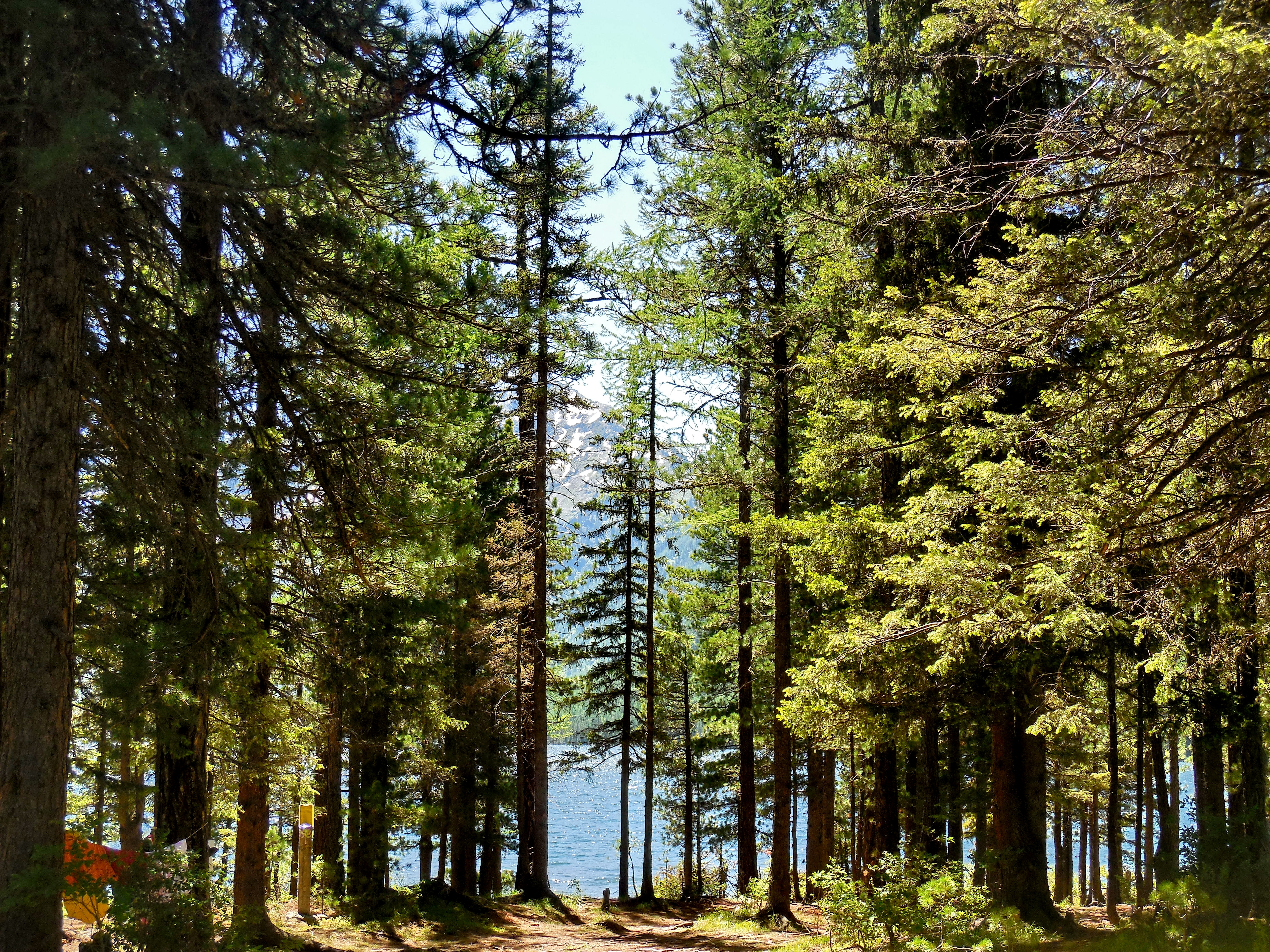
Forêt de cèdres au bord du lac Inférieur de la Moulta.

Autour des lacs, les sols à faible résistance des montagnes et les prairies à herbes basses sont courants, qui se transforment en sols humifères de toundra de montagne plus près des sommets. Les lacs de la Moulta se situent dans trois étages de végétation : montagnard, subalpin et alpin. La flore locale comprend 350 espèces de plantes et est de nature similaire à la végétation du lac de la Koutcherla situé un peu plus loin. La ceinture forestière la plus basse est représentée principalement par la taïga mélèze-cèdre, dominée par le mélèze de Sibérie et le pin de Sibérie, mieux connu sous le nom populaire de « cèdre de Sibérie ». Le pin a des aiguilles foncées et le mélèze a des aiguilles qui tombent, c'est pourquoi en automne les forêts locales sont colorées de manière contrastée en vert et jaune.
Des forêts de cèdres à mousse verte sont développées sur les pentes nord. On y trouve souvent des forêts clairsemées de mélèzes, qui se transforment en prairies subalpines à hautes herbes. Cette région est particulièrement attrayante au printemps et en été, lorsque de nombreuses fleurs colorées fleurissent dans les prés. Parmi elles, les plus caractéristiques sont des espèces locales de Trollius (Trollius altaicus et Trollius asiaticus), les ancolies (Aquilegia glandulosa), la gentiane (Gentiana grandiflora), le cirse à feuilles variables, le Vératre de Lobel (Veratrum lobelianum), les violettes (Viola altaica), etc..
Plus près des sommets, les prairies à hautes herbes sont remplacées par des prairies alpines à herbes basses, des dryades et des toundras arbustives, dans lesquelles prédominent les espèces naines de bouleaux, des dryas et des airelles. Les trois ceintures sont traversées ici et là par des rivières de pierre (« kurums ») et des éboulis, sur lesquels la végétation est presque sous-développée. Sur les rives, on trouve parfois des zones marécageuses occupées par des graminées peu exigeantes, des carex, des populages des marais et des racines d'or. Des espèces rares de plantes se trouvent à proximité des lacs de la Moulta, dont Allium altaicum, Hedysarum theinum, Rhaponticum carthamoides, Rhodiola algida, Rhodiola quadrifida. Rosa oxyacantha et la racine d'or sont ici particulièrement abondantes,,.

### Faune
La faune des environs a un caractère de taïga : il y a 59 espèces de mammifères, 155 espèces d'oiseaux et trois espèces de poissons. Dans les forêts, on trouve des cerfs élaphes de la sous-espèce sibérienne (marals), des chevreuils d'Asie, des lièvres variables, des sangliers, des zibelines, et dans une moindre mesure des lynx. Il y a beaucoup d'ours bruns qui, en été, cherchent de la nourriture dans les prés et dans la toundra. Les pikas de l'Altaï sont des habitants permanents des éboulis, et la loutre vit dans les eaux.
Une population d'oiseaux très diversifiée, dominée par de petits oiseaux ressemblant à des moineaux, peut être observée. Parmi les plus grands oiseaux, le grand tétras et la gélinotte des bois vivent dans les forêts, les lagopèdes des saules sont nombreux dans la toundra et dans les prairies, et de rares tétraogalles de l'Altaï se trouvent parfois près des sommets. Les oiseaux sont plus visibles dans les réservoirs eux-mêmes ; plongeons arctique, sarcelles d'été et d'hiver, grands cormorans. Dans les petits lacs et autour, il y a les cincles plongeurs, les cassenoix mouchetés et les bergeronnettes (Motacilla). Les balbuzards pêcheurs chassent les proies au-dessus des espaces aquatiques. Moins souvent, on trouve des aigles royaux. Il y a beaucoup de papillons dans les prairies locales, dont les rares apollons, les petits apollons et Erebia kindermanni (en) qui sont particulièrement distingués,.
La population de poissons des lacs de la Moulta est, d'une part, très peu variée et, d'autre part, très inégale en nombre. Seules les espèces de poissons adaptées au froid survivent dans les réservoirs de ce système, comme l'ombre arctique et les chabots de Sibérie. En 1964, une espèce locale de Brachymystax (Brachymystax tumensis), répertoriée dans le livre rouge de Russie, a été capturée dans le lac Inférieur de la Moulta. Ce dernier lac reste le seul dans lequel les trois espèces ont été trouvées ; par exemple, dans le lac Médian, il n'y a que des chabots, alors que dans le Supérieur ainsi qu'un certain nombre de petits lacs d'altitude, il n'y a pas du tout de poisson.

Environnement des lacs :
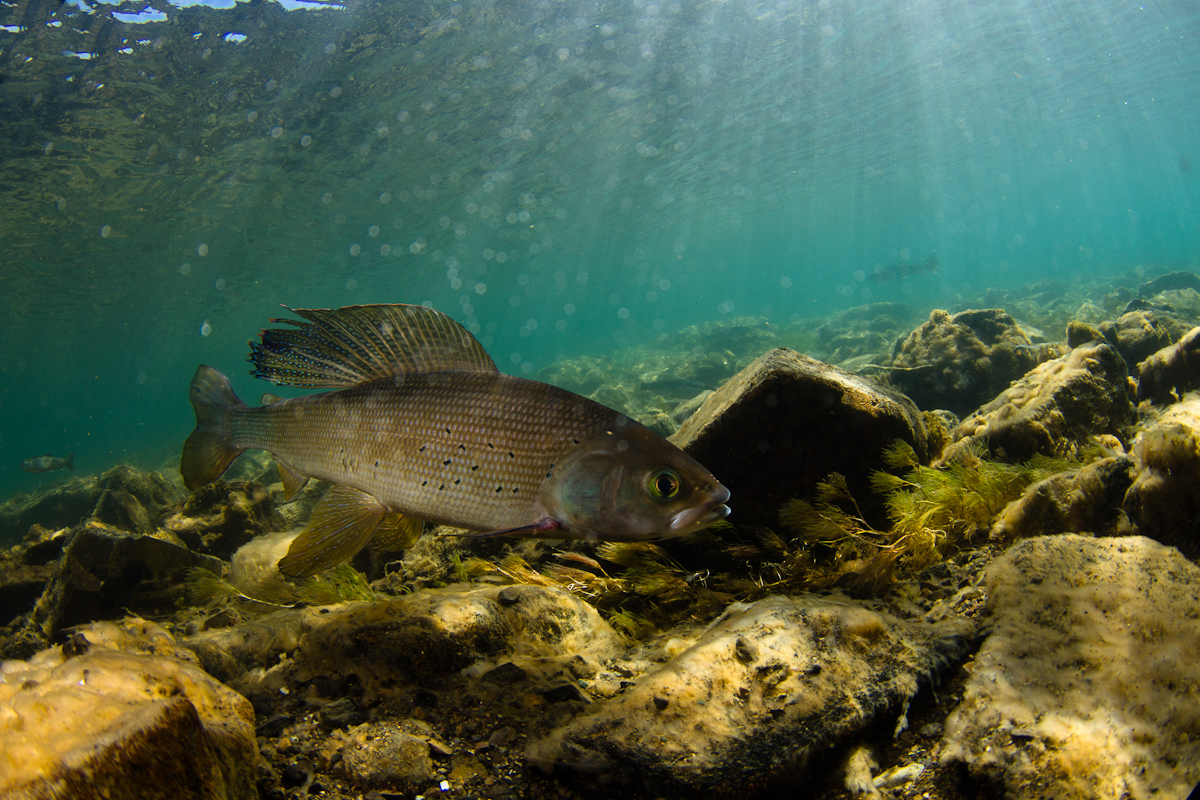
Ombre arctique.
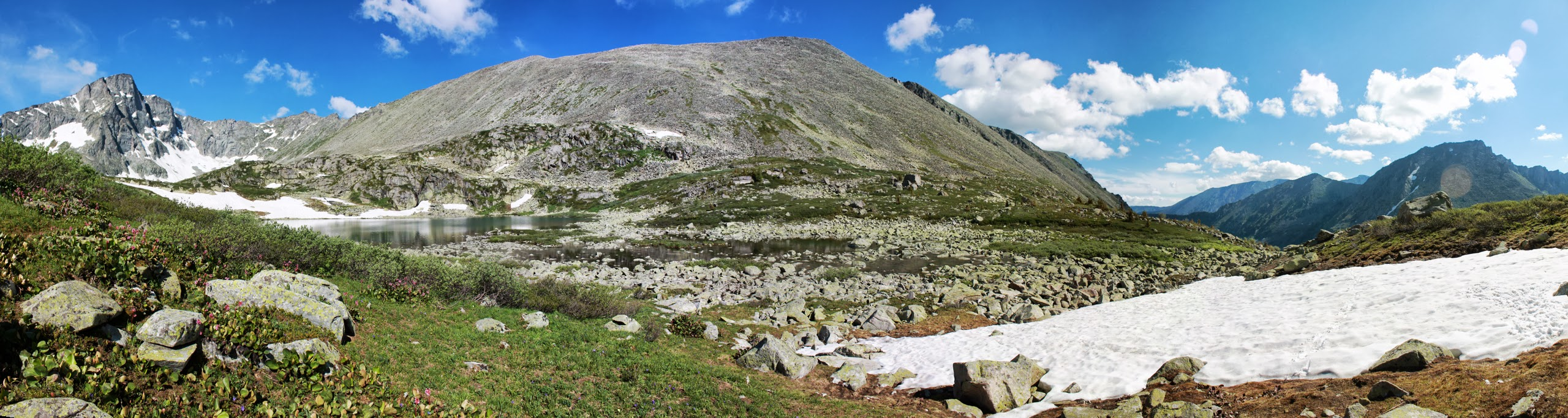
Au lac Krepkoïe, étage alpin (1 933 mètres d'altitude).
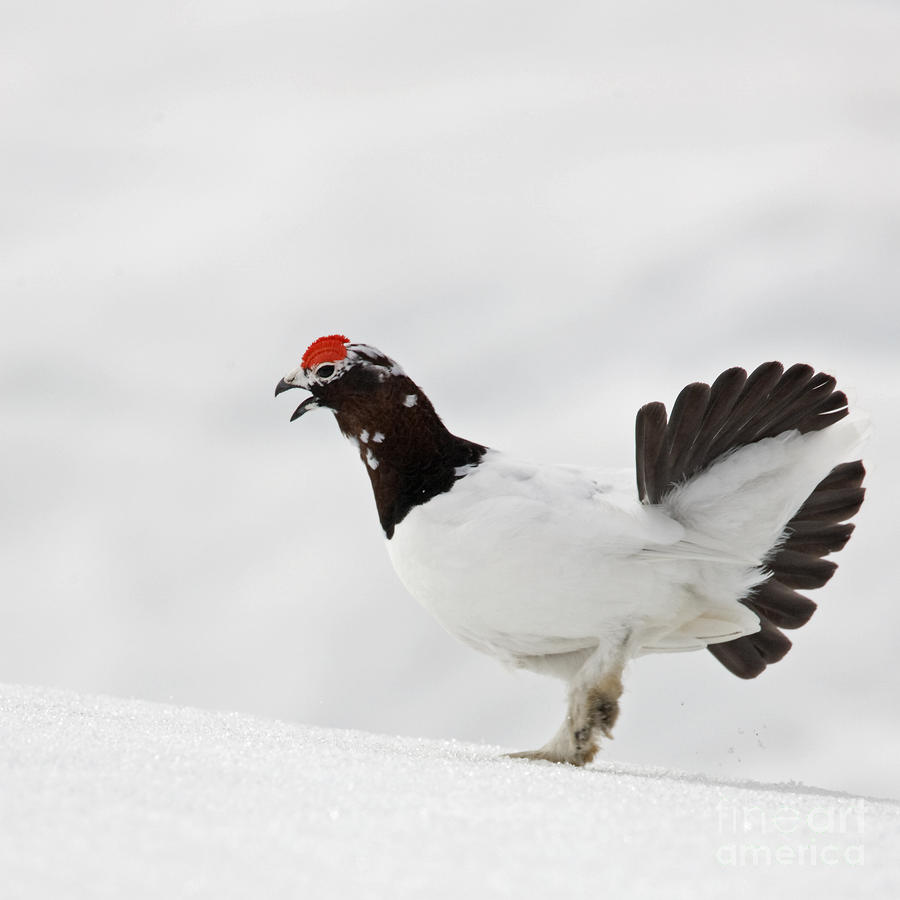
Lagopède des saules.
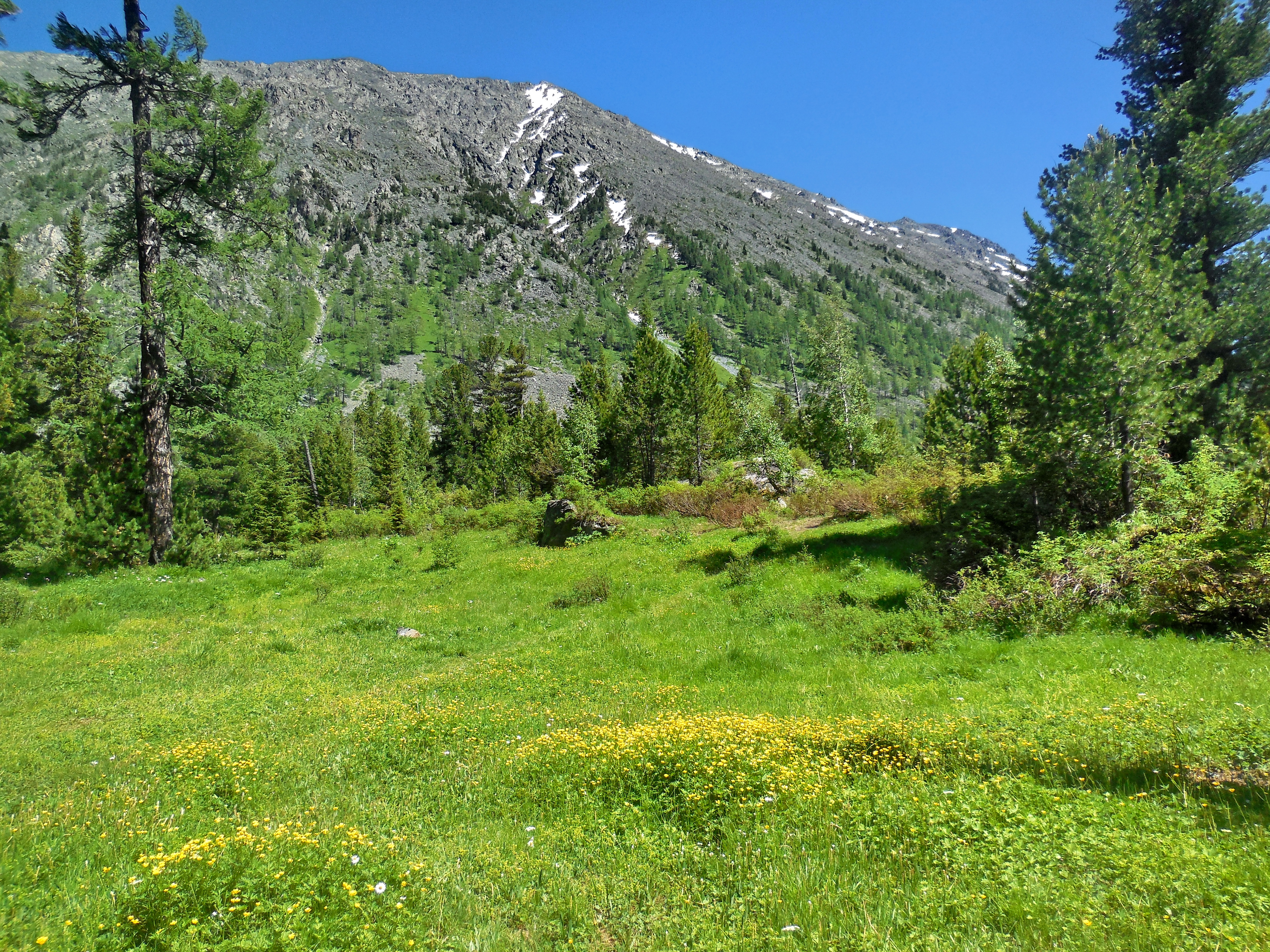
Prairie avec des arbres de la taïga près du lac Inférieur.
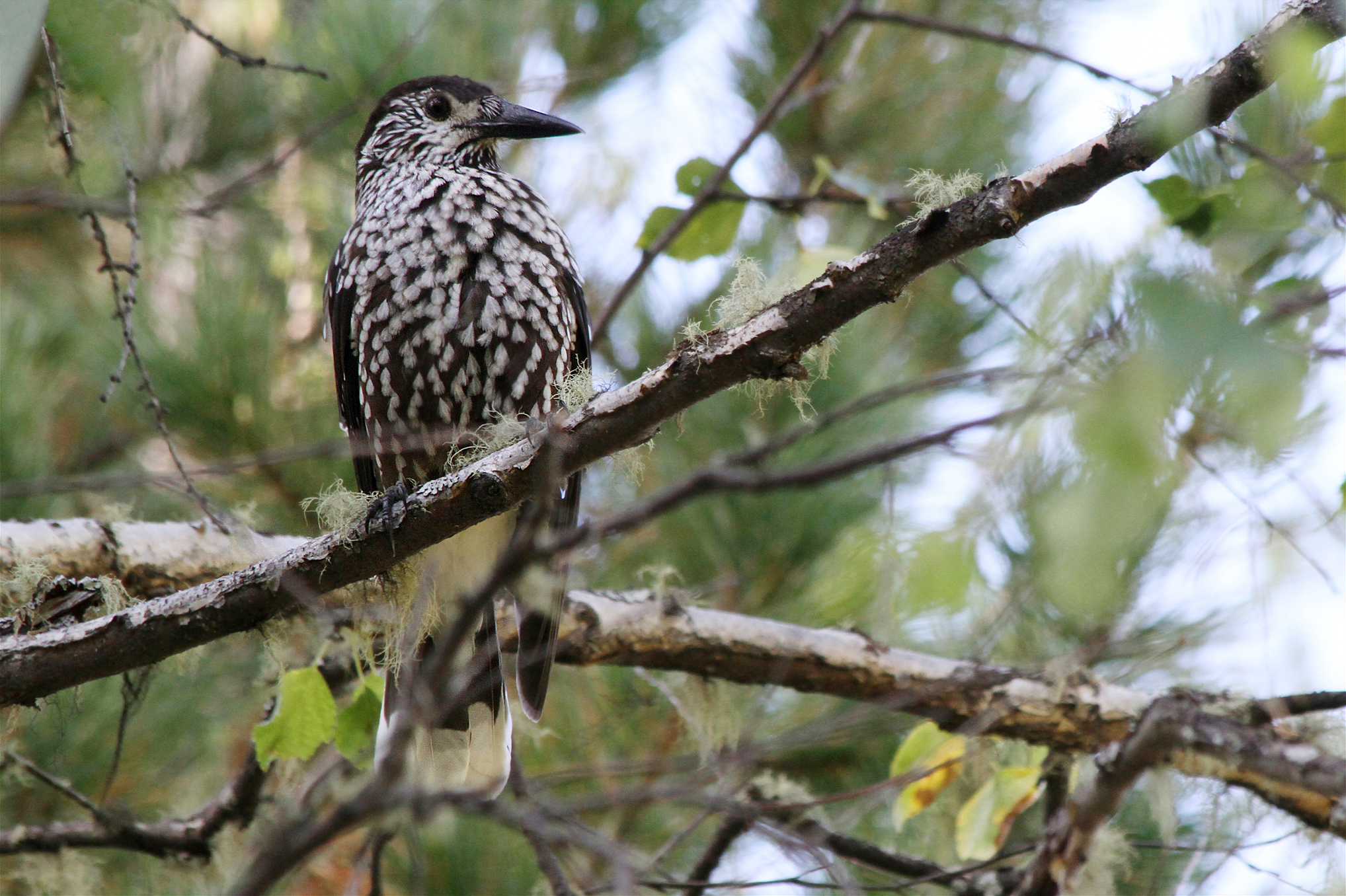
Cassenoix moucheté près du lac Inférieur.

## Valeur touristique et pollution
Depuis le milieu du XXe siècle, les lacs de la Moulta sont devenus populaires parmi les touristes et les pêcheurs amateurs. Les premiers sont attirés ici par divers paysages, car chacun des grands réservoirs du système est pittoresque à sa manière, les seconds aiment pêcher l'ombre, car dans d'autres réservoirs de l'Altaï, ce poisson commercial est désormais peu fréquent.
Étant donné que les lacs de la Moulta sont éloignés des localités, ils ne disposent pas de leurs propres infrastructures. Parmi les logements, il y a des maisons de chasse de la forêt d'Oust-Koksa et de la réserve de Katoun, ainsi qu'une base touristique avec des chalets. En termes d'accès, un chemin praticable par quelques 4x4 (GAZ-66) existe, mais seuls les employés peuvent utiliser des véhicules motorisés. Ce chemin reste néanmoins aussi l'accès piéton et à cheval, depuis le village de Maralnik-1. Sur le lac inférieur, il y a quelques balades en bateaux. Depuis Maralnik-1, une route mène à la route d'Ouïmon, cette dernière étant connectée à la route fédérale R256,.
Il y a deux façons de visiter les lacs. Les employés de la réserve de Katoun les incluent dans un certain nombre d'itinéraires d'excursion à travers la réserve, et les touristes amateurs installent simplement des camps de tentes sur les rives. C'est ce dernier groupe de visiteurs qui pollue le plus l'environnement. Actuellement, la pollution sonore, les ordures laissées, la dégradation de la végétation due au piétinement et la récolte du bois de chauffage sont les principaux problèmes des lacs de la Moulta. Mais l'absence d'activités importantes permet un calme, et l'absence totale de pollution lumineuse fait de cet endroit un point d'observation remarquable vers les étoiles,.

Le 26 septembre 1978 , deux des lacs ont reçu le statut de monument naturel complexe, que l'on appelle aussi « Lacs de la Moulta »,,. Ainsi, sous ce terme peuvent être compris soit l'ensemble du système lacustre, soit seulement les deux lacs protégés : le Médian de la Moulta et l'Inférieur. Ce statut a été confirmé par le décret de 16 février 1996 établissant la zone de protection. Le reste des lacs est compris dans la réserve naturelle de Katoun, une zapovednik d'importante fédérale qui englobe toute la Haute-Katoun. Depuis 1998, la réserve naturelle de Katoun est inscrite sur la liste du patrimoine mondial de l'UNESCO.

Infrastructures touristiques :
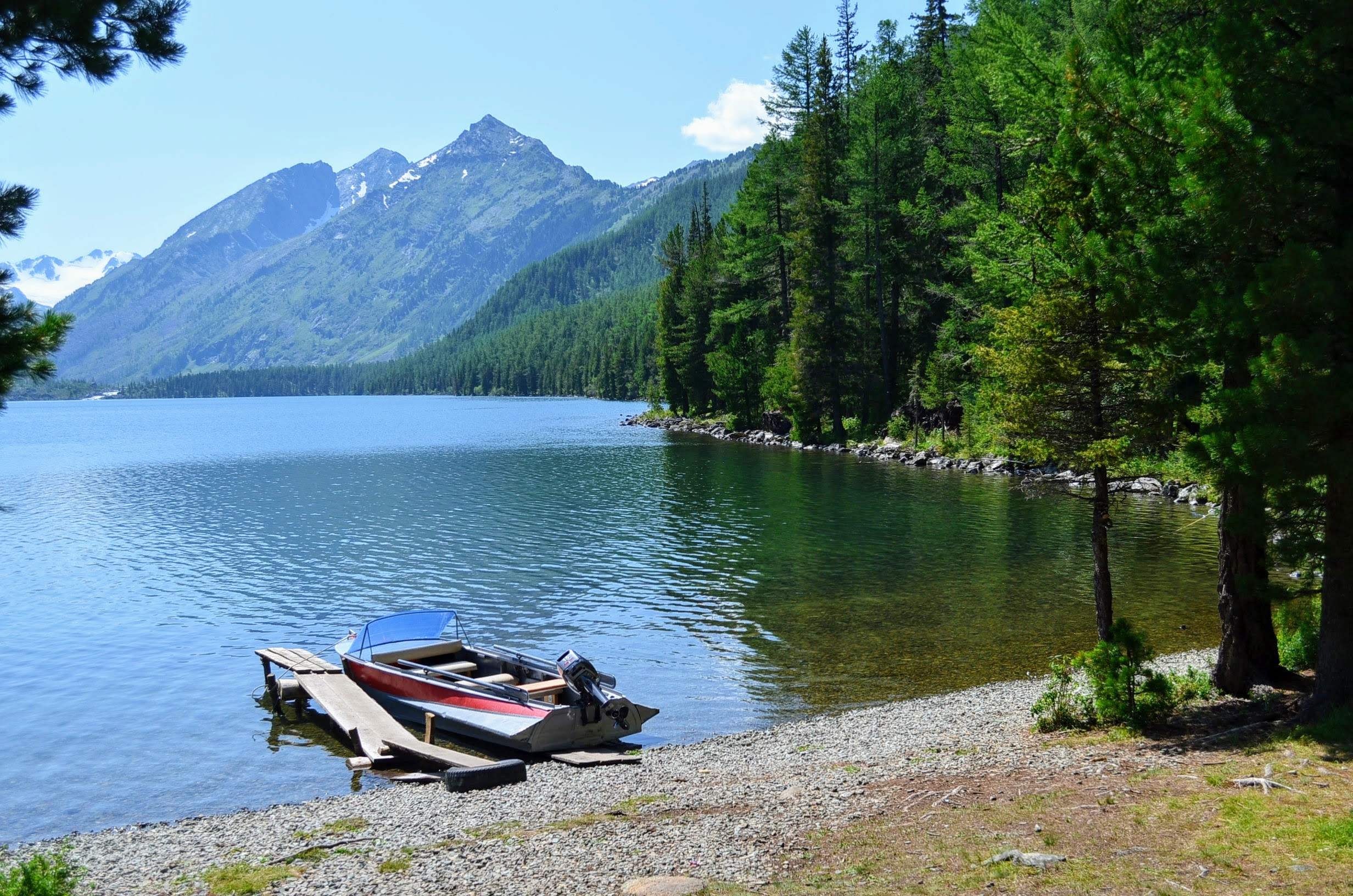
Barque sur une rive.
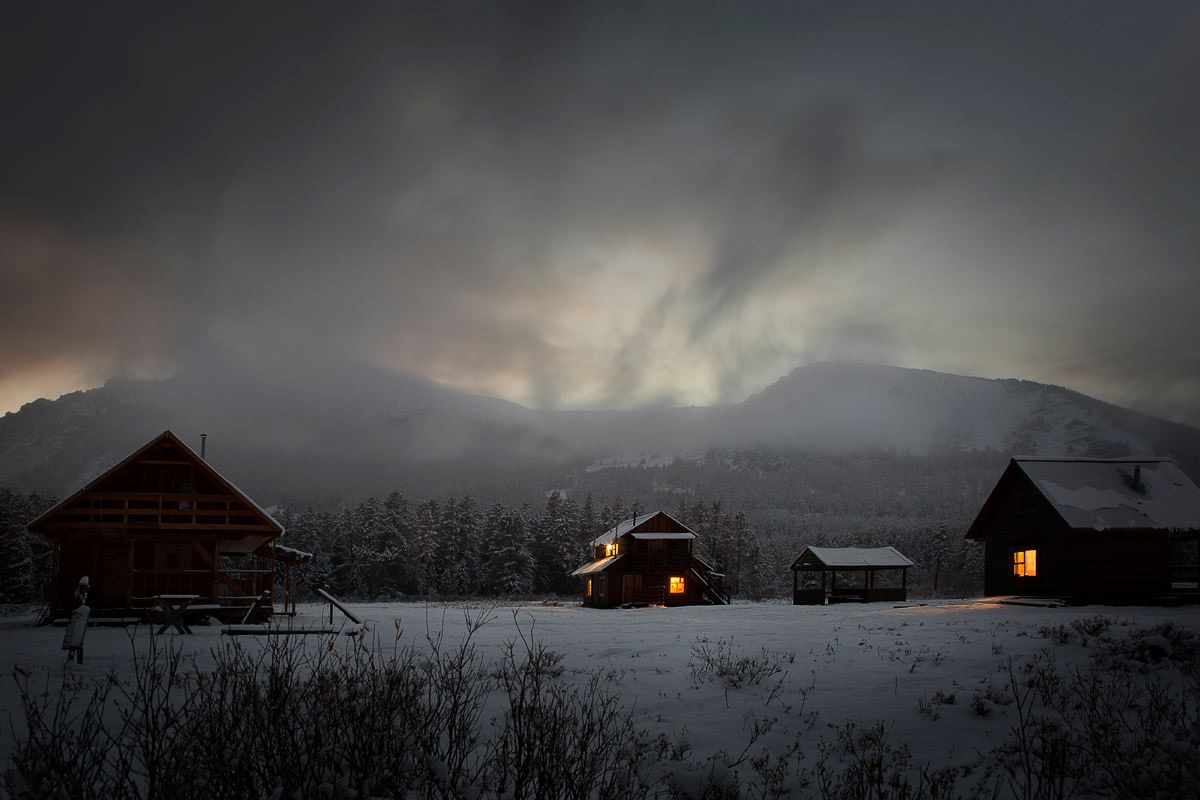
Chalets en hiver.
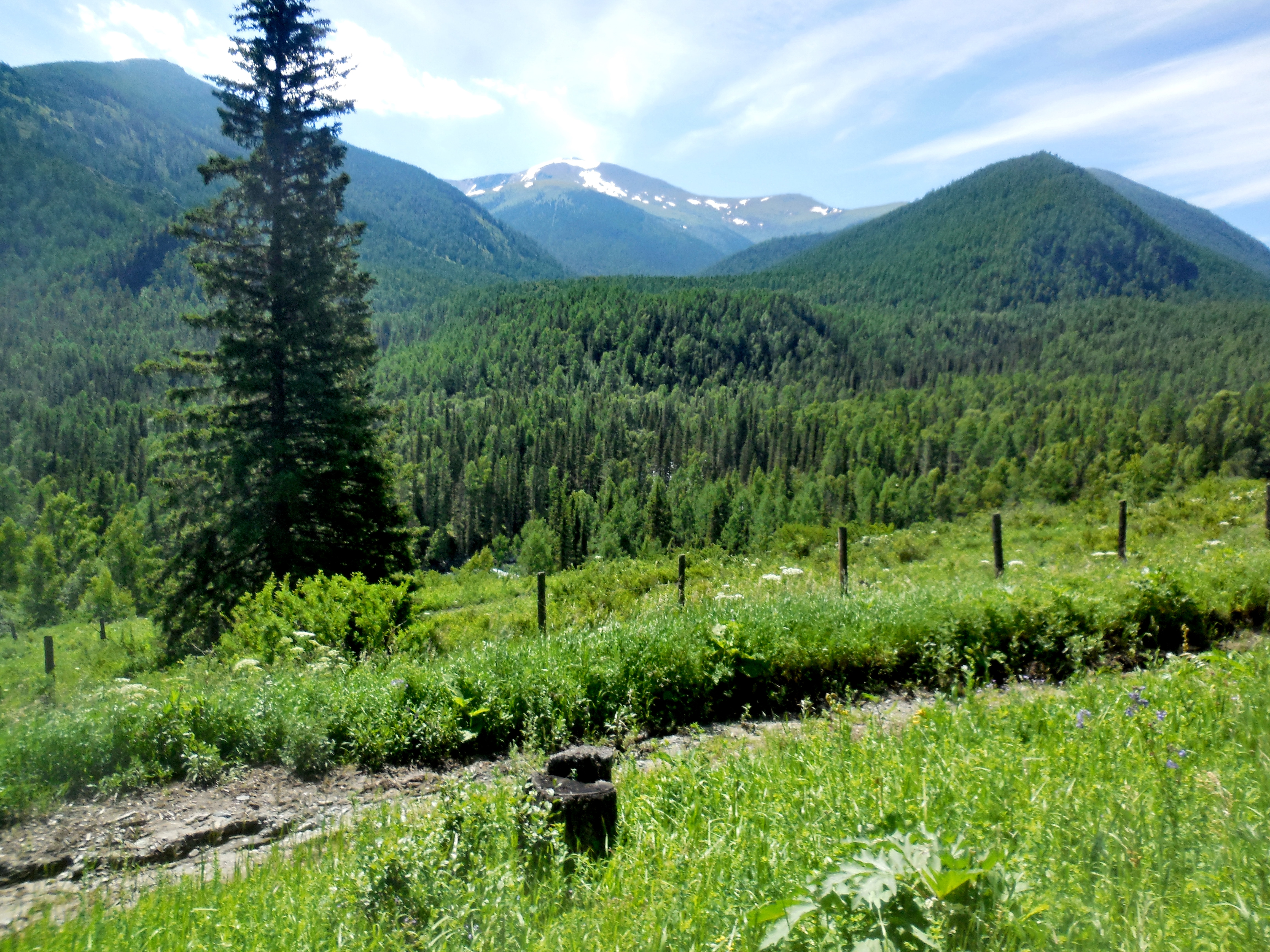
Sentier vers les lacs.
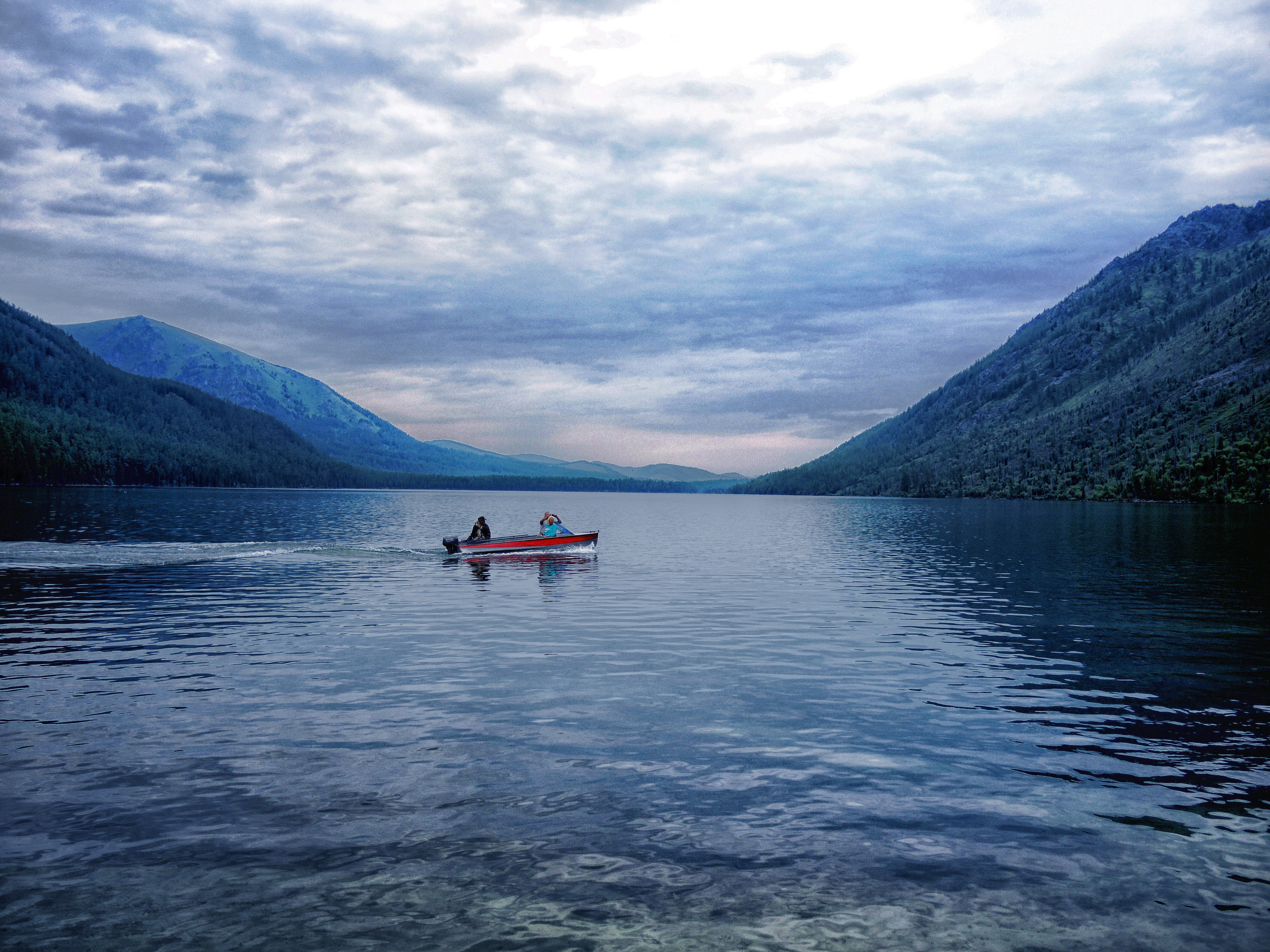
Barque et touristes.

## Galerie

Vues des lacs :
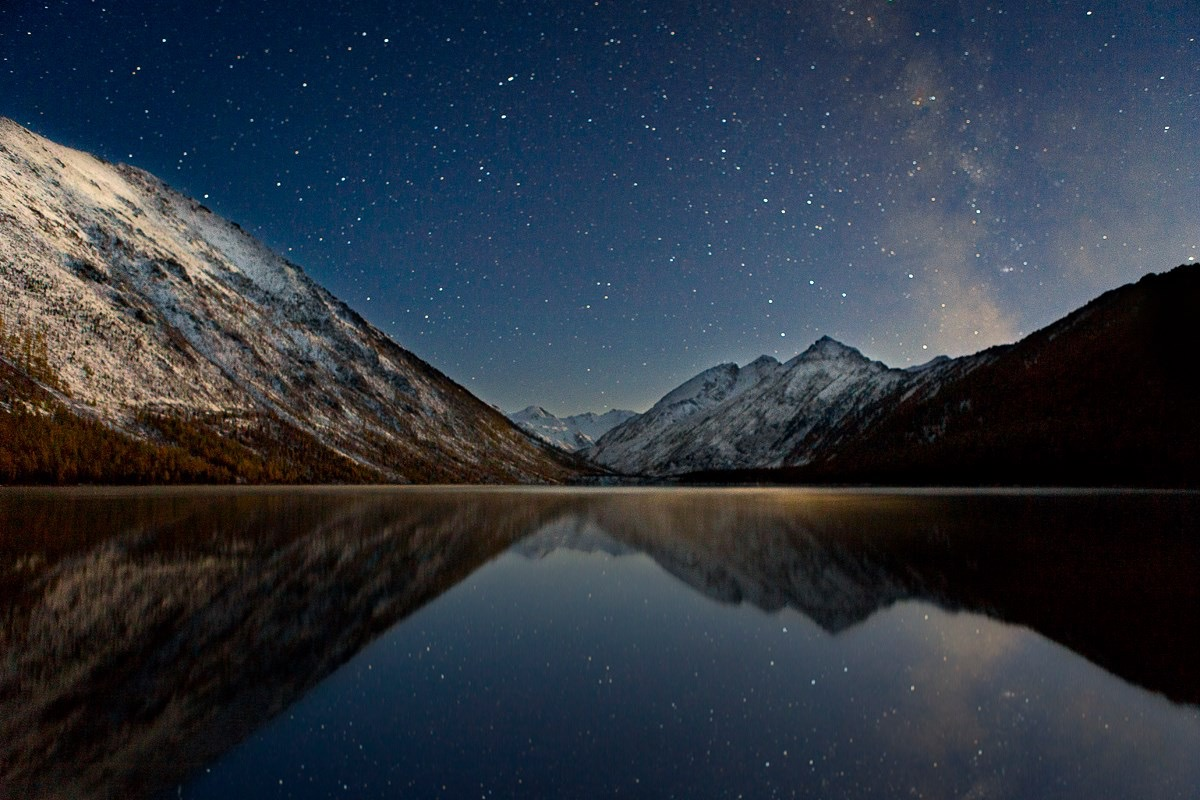
Voûte céleste.
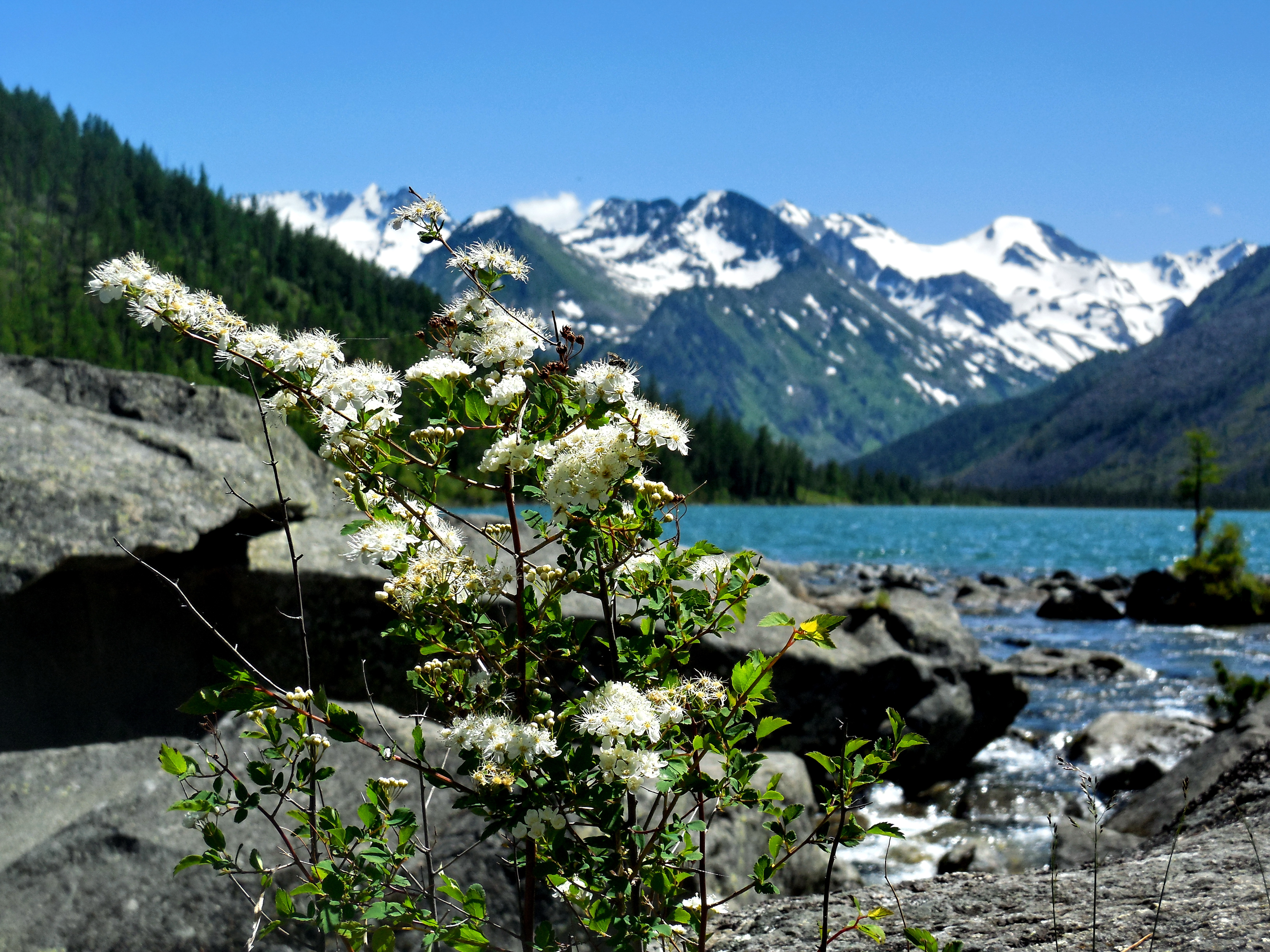
En plein été.
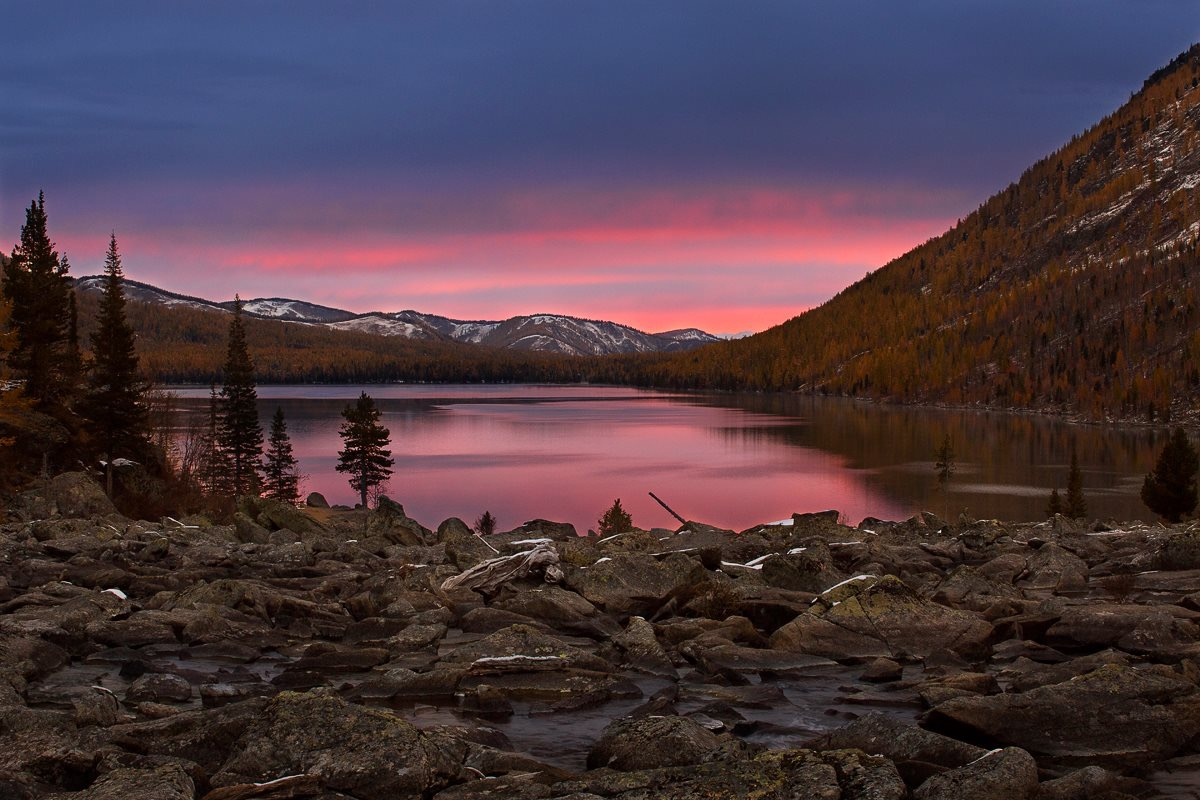
Coucher de soleil.
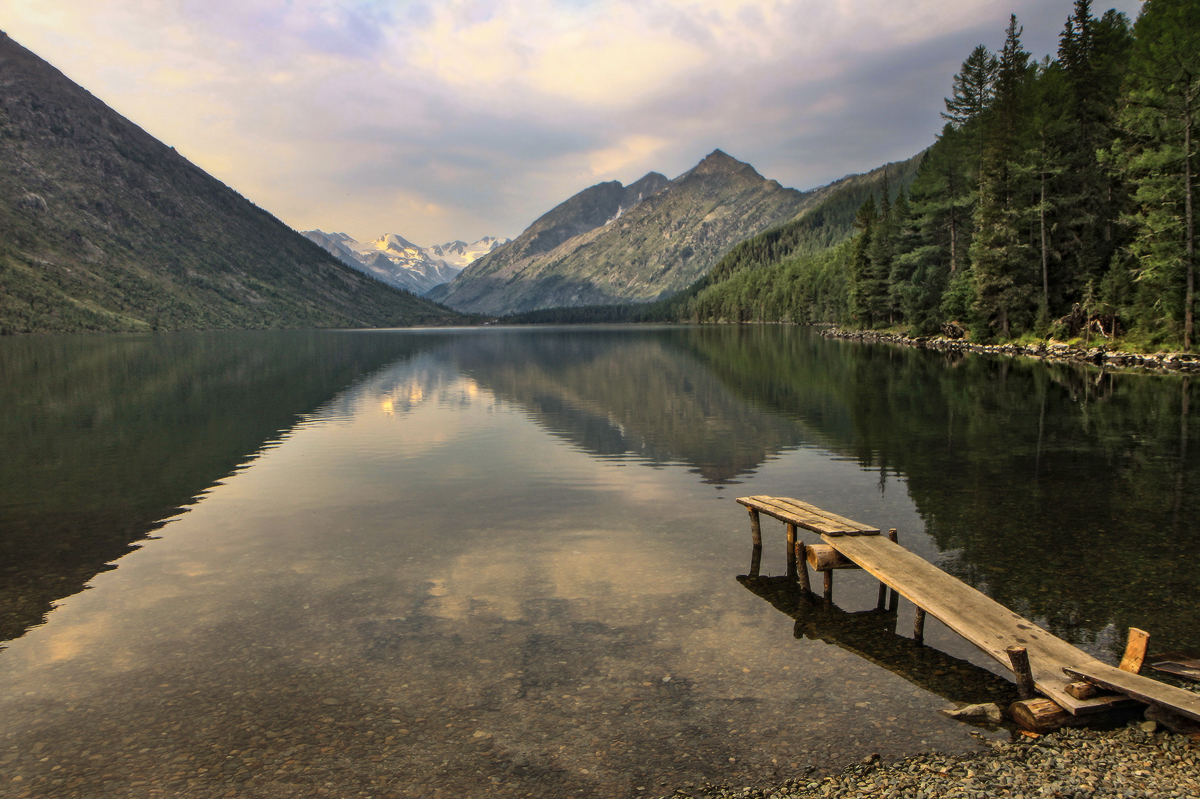
Jetée sur le lac.